# Trường Trung học phổ thông chuyên Biên Hòa
Trường Trung học phổ thông chuyên Biên Hòa (tiếng Anh: Bien Hoa High School for the Gifted) hay còn có tên gọi khác là Trường Trung học phổ thông chuyên Hà Nam là một trường trung học phổ thông công lập thuộc khối chuyên của tỉnh Hà Nam được thành lập vào năm 1959. Tiền thân là Trường Trung học phổ thông cấp III Hà Nam, ngày nay trường đã được chia làm hai khối là trung học cơ sở và trung học phổ thông. Trường là một trong những cơ sở đào tạo nguồn nhân lực chất lượng cao trong khu vực cũng như toàn quốc.

## Lịch sử
Trường được thành lập vào tháng 9 năm 1959 với tên gọi Trường Phổ thông cấp III Hà Nam. Ngay từ những năm đầu tiên thành lập, trường đã nổi lên như một điển hình giáo dục của miền Bắc, được Bộ Giáo dục và Đào tạo công nhận là trường tiên tiến xuất sắc.
Năm 1959, trong thời kì chiến tranh Việt Nam, tỉnh Hà Nam đã đề xuất sáng kiến và là tỉnh tiên phong mở đầu phong trào kết nghĩa Bắc - Nam với lễ kết nghĩa giữa hai tỉnh Hà Nam và Biên Hoà. Hưởng ứng phong trào này, năm 1963 trường được đổi tên thành Trường Phổ thông cấp III Biên Hòa.
Năm 1961, trước yêu cầu mở rộng hệ thống trường trung học phổ thông trong tỉnh, đội ngũ thầy và trò nhà trường được san sẻ để thành lập trường THPT Duy Tiên (Lý Nhân). Lúc này, trường mang tên mới là Trường Phổ thông cấp III Phủ Lý.
Năm 1965, Mỹ leo thang đánh phá miền Bắc, Phủ Lý trở thành túi bom, toạ độ lửa, thầy trò nhà trường phải sơ tán về huyện Thanh Liêm, song đây là lại chặng đường gian khổ mà hào hùng của nhà trường. Thầy trò nhà trường không chỉ dạy tốt, học tốt mà còn tham gia trực chiến, đắp ụ pháo, đào mương, phục vụ sản xuất. Hàng nghìn thầy trò nhà trường đã tình nguyện lên đường nhập ngũ, nhiều người đã anh dũng hi sinh vì nền độc lập, tự do của Tổ quốc. Năm 1973, hiệp định Paris được kí kết, thầy và trò nhà trường trở lại khu trường tại phường Minh Khai.
Lịch sử đất nước sang trang, đất nước hoà bình và trên đà phát triển, đây cũng là thời điểm nhà trường vươn mình tới những đỉnh cao tri thức, với trọng trách mới là nơi phát hiện và đào tạo nhân lực chất lượng cao cho tỉnh và cho đất nước. Năm học 1994 - 1995, trường được tỉnh cho phép mở một số lớp thí điểm trung học chuyên ban và được xác định là một trong những trung tâm chất lượng cao của tỉnh. Do đó, trường được gọi tên là Trường PTTH chuyên ban Hà Nam.
Ngày 28/4/1999, Trường PTTH chuyên Hà Nam chính thức được thành lập trên cơ sở trường PTTH Hà Nam. Từ đây, trường bắt đầu tuyển chọn những học sinh giỏi ở các môn văn hoá để đào tạo bồi dưỡng trở thành nhân tài cho quê hương, đất nước. Ngày 13/1/2009, trường một lần nữa được đổi tên thành Trường THPT chuyên Biên Hoà và giữ tên này đến nay.
Năm 2015, trường chuyển đến vị trí mới tại phường Liêm Chính, thành phố Phủ Lý, đồng thời bắt đầu tuyển sinh vào lớp 6 và mở khối trung học cơ sở, trở thành một trong những trường Trung học phổ thông và Trung học cơ sở với chất lượng đào tạo hàng đầu của tỉnh cũng như cả nước. Trường đã được công nhận đạt tiêu chuẩn quốc gia.

## Đào tạo

### Cơ cấu tổ chức
Có 7 tổ chuyên môn:
- Tổ Văn phòng (Tổ trưởng: Đặng Thị Cúc)
- Tổ Toán - Tin (Tổ trưởng: Trịnh Thị Thanh Bình)
- Tổ Vật lý - Công nghệ (Tổ trưởng: Phạm Thành Công)
- Tổ Lịch sử và các môn Giáo dục (Tổ trưởng: Trần Anh Đào)
- Tổ Địa lí - Ngoại ngữ (Tổ trưởng: Lê Thị Thanh)
- Tổ Ngữ văn (Tổ trưởng: Trần Thị Hạnh)
- Tổ Hoá - Sinh (Tổ trưởng: Nguyễn Thị Hường)

#### Phòng - Ban
Các phòng - ban quản lý khác của trường gồm có BCH Đảng bộ, BCH Công đoàn và Đoàn Thanh niên.

## Thành tích

### Thành tích học sinh của trường
Qua 12 năm tham dự kì thi học sinh giỏi Quốc gia (từ năm học 1997 - 1998 đến năm học 2008 - 2009), các thế hệ học sinh của trường đã giành được 425 giải (7 giải Nhất, 41 giải Nhì, 153 giải Ba, 224 giải Khuyến khích). Những năm gần đây trường đều đứng ở tốp đầu các tỉnh, thành phố trong toàn quốc. Hàng chục học sinh đã được tham dự kì thi chọn các đội tuyển quốc gia đi thi quốc tế...
Trong 3 năm học liên tiếp: 2006 - 2007, 2007 - 2008, 2008 - 2009, đội tuyển học sinh giỏi Quốc gia tỉnh Hà Nam luôn đứng trong số 10 đội tuyển mạnh toàn quốc.
- Năm học 2007-2008:

1. Trường đứng thứ 19 trong Top 200 trường THPT có điểm thi đại học cao nhất năm 2008 của cả nước.[2]
2. Có 5 học sinh ở các môn Toán, Hoá vinh dự được Bộ Giáo dục và Đào tạo gọi dự thi vào đội tuyển Quốc gia đi thi Quốc tế.
3. 42/60 học sinh dự thi đạt giải Thi Học sinh giỏi Quốc gia (2 giải Nhất, 7 giải Nhì, 16 giải Ba và 17 giải Khuyến khích).
4. Tại kì thi học sinh giỏi khu vực Duyên hải - Đồng bằng Bắc Bộ, có 46/60 học sinh của trường dự thi đạt giải, trong đó có 6 học sinh đạt giải nhất, xếp thứ 2 toàn đoàn.[3]

- Năm học 2008-2009:

1. Trường đứng thứ 25 trong Top 200 trường THPT có điểm thi đại học cao nhất năm 2009 của cả nước.[4]
2. 4 học sinh (3 Toán, 1 Tin) đã được Bộ GD&ĐT triệu tập dự thi chọn vào đội tuyển quốc gia tham dự Olympic quốc tế, nhưng không có học sinh được vào đội tuyển chính thức.
3. 51/68 học sinh đạt giải Thi Học sinh giỏi Quốc gia (0 giải Nhất, 7 giải Nhì, 19 giải Ba, 25 giải Khuyến khích). Hà Nam là một trong ít tỉnh có tổng số giải trên 40.
4. 282 giải thi Học sinh giỏi cấp tỉnh Hà Nam.

- Năm học 2009-2010:

1. 57 học sinh đạt giải Thi Học sinh giỏi Quốc gia (0 giải Nhất, 12 giải Nhì, 34 giải Ba, 11 giải Khuyến khích).[5]
2. Đứng trong top 20 trường có điểm thi đại học cao nhất năm 2010.

- Năm học 2016-2017

Học sinh giỏi Quốc gia: 42 giải (1 nhất, 3 nhì, 16 Ba và 22 KK)
Học sinh giỏi Khu vực Duyên hải và Đồng bằng Bắc bộ: 45 Giải (8 huy chương Vàng, 13 huy chương Bạc, 13 huy chương Đồng và 21 giải KK)
Học sinh giỏi cấp tỉnh: 245 giải (29 giải Nhất, 106 giải nhì, 68 giải Ba và 42 giải KK)

Thi HS nghiên cứu khoa học: đạt 1 giải Nhì quốc gia và 1 giải KK quốc gia.

### Huân chương nhà nước trao cho trường
- Huân chương Lao động hạng Ba (1962)
- Huân chương Lao động hạng Ba (Tổ Lý, Hoá, Sinh, 1965)
- Huân chương Lao động hạng Nhì (1988)
- Huân chương Lao động hạng Nhất (1995)
- Huân chương Kháng chiến hạng Nhì (1973)
- Huân chương Độc lập hạng Ba (2005)
- Huân chương Độc lập hạng Nhì (2010)

### Thành tích giáo viên
- 6 thầy, cô giáo được Chủ tịch nước phong tặng danh hiệu Nhà giáo ưu tú. Đó là thầy Bùi Tiến Xương, thầy Lã Hữu Đạt, thầy Đinh Bá Thảo; cô Đinh Thị Mỳ, thầy Vũ Xuân Quang; Cô Nguyễn Thị Liễu
- 1 thầy giáo được tặng thưởng Huân chương lao động hạng Ba.
- 35 thầy, cô giáo được nhận Huân chương, Huy chương các loại.
- 2 thầy giáo được Bác Hồ khen.
- 1 thầy giáo được cấp Bằng lao động sáng tạo của Tổng liên đoàn Lao động Việt Nam.
- Hàng nghìn Bằng khen và Giấy khen các loại.

## Hoạt động ngoại khoá
Ngoài việc học tập và rèn luyện các môn văn hoá, các học sinh của trường còn tham gia các hoạt động thể chất và hoạt động xã hội. Một số câu lạc bộ của trường THPT chuyên Biên Hoà có thể kể đến:
- Bien Hoa Basketball Club: CLB Bóng rổ của trường (giải đấu thường niên được tổ chức do CBH Basketball Association).
- CBH Football Club : CLB Bóng đá của trường (giải đấu thường niên CBH Students Cup).
- CHN Magazine: CLB Báo Chí và Truyền Thông.
- Humans of CHN: Một dự án trực thuộc quyền quản lý của CHN Magazine.
- CBH's Dancing Club: CLB Nhảy.
- CBH Fine Art Team - CLB Mỹ thuật.
- Sweet Melody Club: CLB Âm nhạc.
- Biên Hoà Guitar Club: CLB Ghi-ta.
- Zero to Hero: CLB Tình Nguyện.
- CBH Badminton Club: CLB Cầu Lông.
- Book and Action: CLB Sách & Hành động.
- Ecolution Club: CLB Sống Xanh.
- CBH Volleyball Club: CLB Bóng Chuyền.
- Adolescent Health Advice : CLB Sức Khỏe.
- CBH Olympia Club : CLB Olympia
- CBH Ping Pong Club CLB Bóng Bàn.
- CBH's Debate Club : CLB Tranh Biện.
- Master of Ceremony and Event : CLB MC và tổ chức sự kiện.
- Light Camera Action : CLB Sân khấu Điện ảnh.